# Walter Gerber (Elektrotechniker)

Walter Gerber (1963)

Walter Ernst Gerber (* 2. September 1902 in Bern; † 1986) war ein Schweizer Elektrotechniker und Fernsehpionier.
Sein Vater war der Berner Kaufmann Ernst Gerber. Nachdem er im Herbst 1921 die Matura erlangt hatte, studierte er Elektrotechnik an der ETH Zürich. Er absolvierte ein Praktikum bei der BLS in Spiez. Nachdem ihm im Sommer 1925 das Diplom als Elektroingenieur erteilt wurde, setzte er seine Studien der Hochfrequenztechnik am Institut von Karl Kuhlmann an der ETH Zürich fort. Ab Oktober 1926 war er Assistent von Franz Tank (1890–1981) am Physikalischen Institut der ETH. 1928/29 unternahm er Studienreisen zu ausländischen Anlagen und Fabriken der Radiotechnik. Im Juni 1930 legte er seine Doktorarbeit Raumladungsschwingungen in Dioden vor.
Im Sommer 1950 war er Vorsitzender des Comité Consultatif International des Radiocommunications (CCIR). Bei der Konferenz am 24. Juli 1950 in Genf wurde für das europäische Fernsehen die „Gerber-Norm“ festgesetzt. Diese verlangt 625 Zeilen pro Bild mit 25 Bildwechseln pro Sekunde.
Von 1958 bis 1972 war er an der ETH Lehrbeauftragter für Ausbreitung radio-elektrischer Wellen und ab 1970 Titularprofessor.